# Савченко Василь Спиридонович
Василь Спиридонович Са́вченко (народився 15 жовтня 1932 в місті Козельці) — український громадський діяч.

## Кар'єра
Працював:
- інженером-конструктором на заводах та в науково-дослідних інститутах,
- експертом у Фонді взаєморозуміння і примирення при Кабінеті Міністрів України,
- контролером в Музеї-майстерні Івана Петровича Кавалерідзе.

## Громадська діяльність
- Був членом виконкому Всеукраїнського меморіалу імені В. Стуса.
- Член проводу Всеукраїнського товариства політв'язнів і репресованих.
- Член ОУН(д).
- Створив асоціацію остарбайтерів України.

## Відзнаки
Нагороджений 3 медалями, подякою Київської міськради.

## Інше
Під час Німецько-радянської війни був малим партизаном.
Автор двох наукових робіт, ряду наукових статей та трьох винаходів. Брав участь у підборі матеріалів для книжки «Голод33». Займається журналістською діяльністю.